# Guillo
Guillo es el nombre artístico de Guillermo Bastías Moreno (Santiago de Chile, 1950) es un dibujante de historietas chileno, caracterizado por su humor político y satírico. En 2023 recibió el Premio Nacional de Humor de Chile.

## Biografía
Estudió arquitectura y cine en la Universidad Católica y vivió un tiempo en Alemania Federal, donde reafirmó su vocación por el dibujo.
Durante la dictadura de Augusto Pinochet, trabajó en la revista APSI. Dibujó para la columna de Isabel Allende en la revista Clan, y colaboró en la revista Ya de El Mercurio. Sus dibujos han sido publicados en varias otras revistas y diarios de Chile.
Sus viñetas aparecen en las revistas Rocinante, Chile Veintiuno y El Periodista. Desde 1998 tiene su propio sitio web, donde se resumen sus comentarios gráficos sobre el acontecer chileno y mundial. En el extranjero, sus dibujos han sido publicados en los periódicos Boston Globe (Estados Unidos), Le Monde (Francia), Frankfurter Rundschau (Alemania) y El Mundo (España).

### Premios
Premios:
- Primer Premio en el Salón Internacional de la Caricatura de Montreal, Canadá (1987)
- Primer Premio en el Concurso de Humor Gráfico de Duisburg, Alemania (1992)
- Premio Julieta 1990 (otorgado por la Agrupación de Mujeres Feministas de Chile)
- Mención Honrosa en el Concurso Internacional Encuentro de Dos Mundos, México (1992)
- Premio Nacional de Humor de Chile (2023)[1]

## Obras
Libros:

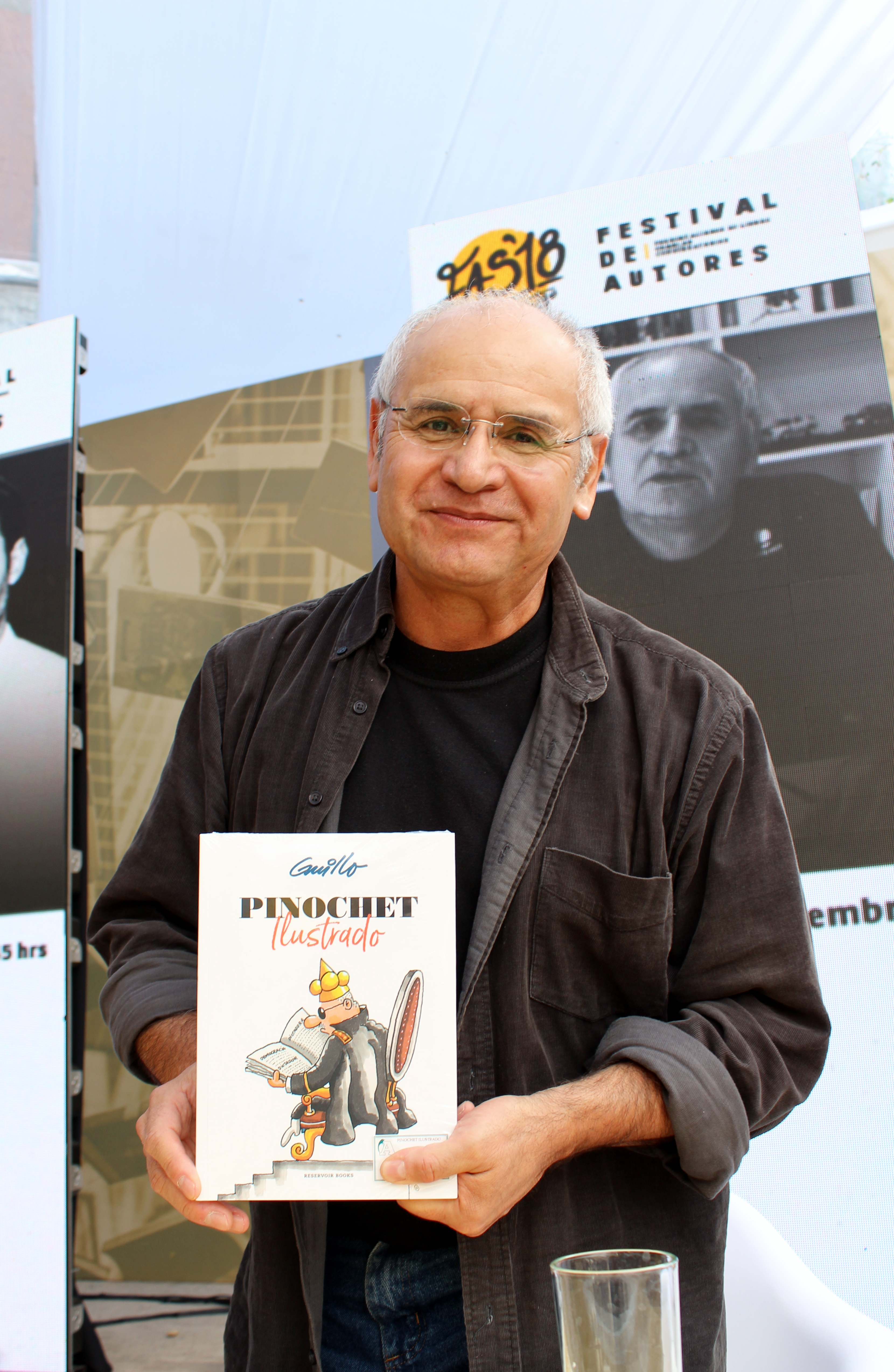
Guillo en el Festival de Autores de Santiago 2018

- El humor es más fuerte, Ediciones del Ornitorrinco, 1991
- Tú tienes derecho a ser tú, con el poeta Eric Polhammer, Paesmi-Pehuén, 1989
- Atentamente, Guillo, LOM Ediciones, Santiago, 2000
- Pinochet ilustrado, Editorial Genus, Santiago, 2008 (Lolita Editores, Santiago, 2011)

• Diccionario ilustrado del fútbol, con textos de Francisco Mouat y Patricio Hidalgo; Lolita Editores, Santiago, 2011
- Estamos indignados, Editorial Mandrágora, Santiago, 2011

Exposiciones:
- Universidad de Chile
- Salón de Piracicaba, Brasil
- Exposición itinerante en Chile organizada por CESOC, en Santiago, Concepción, Osorno, Valparaíso y La Serena
- En el Phone Box Pub, para homenajear a los auspiciadores de su página web
- Salón Internacional de Humor de Cuba, San Antonio de los Baños, 2005
- Muestras en las universidades de Tarapacá (Arica) y Arturo Prat (Iquique)